# Brachysomophis henshawi
Brachysomophis henshawi är en fiskart som beskrevs av Jordan och Snyder, 1904. Brachysomophis henshawi ingår i släktet Brachysomophis och familjen Ophichthidae. Inga underarter finns listade.